# Nigel Paul
Nigel Paul (* 27. Juni 1989 in Chaguanas) ist ein Boxer aus Trinidad und Tobago, der im Superschwergewicht antritt.

## Karriere
Der 1,94 m große Linksausleger wurde 2015 erstmals nationaler Meister und gewann im gleichen Jahr auch die Karibischen Meisterschaften in Georgetown. Bei den Panamerikameisterschaften 2015 in Vargas schied er im Viertelfinale gegen Edgar Ramirez und bei den Weltmeisterschaften 2015 in Doha in der Vorrunde gegen Petar Belberow aus.
2016 nahm er an der amerikanischen Olympiaqualifikation in Buenos Aires teil, besiegte Jean Mina, Edgar Muñoz und Kevin Espindola, ehe er im Finale gegen Lenier Pero unterlag. Er hatte sich damit für die Olympischen Spiele 2016 in Rio de Janeiro qualifiziert, wo er im Achtelfinale durch K. o. gegen Efe Ajagba verlor.
Bei den Panamerikameisterschaften 2017 in Tegucigalpa gewann er eine Bronzemedaille und qualifizierte sich damit für die Weltmeisterschaften 2017 in Hamburg, wo er in der Vorrunde gegen Guido Vianello ausschied.
2018 schied er bei den Commonwealth Games in Gold Coast im Viertelfinale gegen Satish Kumar aus, gewann jedoch im gleichen Jahr noch eine Bronzemedaille bei den Zentralamerika- und Karibikspielen in Barranquilla und die Goldmedaille bei den Karibischen Meisterschaften in Georgetown.
Bei den Panamerikanischen Spielen 2019 in Lima erreichte er einen fünften Platz und nahm auch an den Weltmeisterschaften 2019 in Jekaterinburg teil. Dort besiegte er Muhammed Aydın, ehe er im Achtelfinale gegen Justis Huni ausschied. Im Dezember 2019 erreichte er noch einen zweiten Platz bei den Karibischen Meisterschaften in Couva.
Nachdem er sich nicht für die 2021 in Tokio ausgetragenen Olympischen Spiele 2020 qualifizieren konnte, startete er bei den Weltmeisterschaften 2021 in Belgrad. Dort erreichte er nach Siegen gegen Nelson Hysa, Ayoub Ghadfa und Berat Acar das Halbfinale, wo er nach einer Niederlage gegen Mark Petrowski eine Bronzemedaille gewann.
Bei den Commonwealth Games 2022 in Birmingham schied er im Viertelfinale gegen Delicious Orie und bei der Weltmeisterschaft 2023 in Taschkent im Achtelfinale gegen Ahmed Hagag aus.